# Abdurehim Heyit
 (septembre 2024).
La mise en forme du texte ne suit pas les recommandations de Wikipédia : il faut le « wikifier ».
Les points d'amélioration suivants sont les cas les plus fréquents :
- Les titres sont pré-formatés par le logiciel. Ils ne sont ni en capitales, ni en gras.
- Le texte ne doit pas être écrit en capitales (les noms de famille non plus), ni en gras, ni en italique, ni en « petit »…
- Le gras n'est utilisé que pour surligner le titre de l'article dans l'introduction, une seule fois.
- L'italique est rarement utilisé : mots en langue étrangère, titres d'œuvres, noms de bateaux, etc.
- Les citations ne sont pas en italique mais en corps de texte normal. Elles sont entourées par des guillemets français : « et ».
- Les listes à puces sont à éviter, des paragraphes rédigés étant largement préférés. Les tableaux sont à réserver à la présentation de données structurées (résultats, etc.).
- Les appels de note de bas de page (petits chiffres en exposant, introduits par l'outil «  Source ») sont à placer entre la fin de phrase et le point final[comme ça].
- Les liens internes (vers d'autres articles de Wikipédia) sont à choisir avec parcimonie. Créez des liens vers des articles approfondissant le sujet. Les termes génériques sans rapport avec le sujet sont à éviter, ainsi que les répétitions de liens vers un même terme.
- Les liens externes sont à placer uniquement dans une section « Liens externes », à la fin de l'article. Ces liens sont à choisir avec parcimonie suivant les règles définies. Si un lien sert de source à l'article, son insertion dans le texte est à faire par les notes de bas de page.
- La présentation des références doit suivre les conventions bibliographiques. Il est recommandé d'utiliser les modèles {{Ouvrage}}, {{Chapitre}}, {{Article}}, {{Lien web}} et/ou {{Bibliographie}}. Le mode d'édition visuel peut mettre en forme automatiquement les références.
- Insérer une infobox (cadre d'informations à droite) n'est pas obligatoire pour parachever la mise en page.

Pour une aide détaillée, merci de consulter Aide:Wikification.
Si vous pensez que ces points ont été résolus, vous pouvez retirer ce bandeau et améliorer la mise en forme d'un autre article.
 (septembre 2024).
Abdurehim Heyit (ouïgour, ئابدۇرېھىم ھېيىت) est un musicien, poète et interprète ouïghour, né en 1962 dans la ville de Kashgar en Turkestan Oriental, Chine,.

## Biographie
Dès son plus jeune âge, Heyit développe une passion pour le dutar, un instrument traditionnel ouïghour, il étudie la musique à Pékin et participe à des représentations artistiques sur le plan national en Chine,.
Poète, Abdurehim Heyit s'inspire des récits et légendes renforçant en lui un sentiment de préservation et de promotion de la culture ouïghoure, il devient alors une figure emblématique d'une résistance face au génocide culturel des Ouïghours,.

## Arrestation et emprisonnement
En mars 2017, il est arrêté et emprisonné par les autorités chinoises, condamné à huit ans de prison, après avoir interprété une chanson intitulée Nos pères, basée sur un poème traditionnel ouïghour appelant les jeunes générations « à respecter les sacrifices de leurs ancêtres » et faisant référence aux « martyrs de guerre ».
Les Ouïghours faisant partie des peuples turciques, le gouvernement turc intervient le 9 février 2019 dans cette affaire et annonce son décès, ce qui a été immédiatement démenti par la autorités chinoises en postant une vidéo d'Abdurehim Heyit datant du 10 février 2019 , provoquant alors une crise temporaire dans les relations sino-turques,.
En juillet 2019, le gouvernement chinois confirme sa détention et son état de santé « correct », il est interviewé quelques jours plus tard par des journalistes turcs à Urumqi.